# Eirik Salsten
Eirik Østrem Salsten (født 17. juni 1994 i Oslo) er en norsk ishockeyspiller. Salsten spiller for den norske eliteserieklub Storhamar Dragons og for det norske  landshold.  Han debuterede som 16-årig på A-holdet Storhamar Dragons på udebane mod Stavanger Oilers september 2010. 
Han er søn af en tidligere ishockeyspiller Petter Salsten 

## Karriere
- 2009–2014 Storhamar
- 2014–2015 Vålerenga Ishockey
- 2015–2016 Manglerud Star
- 2016–2018 Stavanger Oilers
- 2018– Storhamar